# Karen van Holst Pellekaan
 (octobre 2018).
Si vous disposez d'ouvrages ou d'articles de référence ou si vous connaissez des sites web de qualité traitant du thème abordé ici, merci de compléter l'article en donnant les références utiles à sa vérifiabilité et en les liant à la section « Notes et références ».
Karen van Holst Pellekaan, née le 10 juillet 1955 à Le Helder, est une actrice, scénariste et écrivaine néerlandaise.

## Filmographie

### Téléfilms
- 1992 : The Pocket-knife de Ben Sombogaart : Baliedame[1]
- 2002 : Loonies de Bobby Eerhart[2]
- 2010 : The Happy Housewife de Antoinette Beumer[3]
- 2012 : Eighth Graders Don't Cry de Dennis Bots[4]
- 2012 : Jackie de Antoinette Beumer[5]
- 2014 : Loenatik te gek! de Johan Timmers[6]
- 2014 : Kenau de Maarten Treurniet[7]
- 2014 : Secrets of War de Dennis Bots[8]
- 2015 : The Surprise de Mike van Diem[9]
- 2015 : Kidnap - Bo's Most Exciting Holiday Ever de Diederik Ebbinge[10]
- 2015 : Isabelle et le Secret de d'Artagnan de  Dennis Bots
- 2017 : Storm de Dennis Bots[11]

## Livres
- 1998 : Koala colère
- 2000 : Coco the Koala[12]
- 2000 : Coco's Surprise
- 2000 : Coco Makes Music[13]
- 2004 : Luuk[14]
- 2005 : Scharreltje[15]
- 2007 : Hugo: mein Ferkel und ich[16]
- 2008 : Kidnep[17]
- 2009 : Het geheim van de wegloopkinderen[18]
- 2009 : Binkie en Oma Drie: lentefriebels[19]
- 2010 : Leef je nog?[20]
- 2011 : Binkie's beestenbende[21]
- 2011 : bliksem in de bergen[22]
- 2012 : Oog in oog[23]
- 2012 : In de val[24]
- 2016 : Storm: letters van vuur[25]